# Baeus rotundiventris
Baeus rotundiventris är en stekelart som beskrevs av Charles Joseph Gahan 1924. Baeus rotundiventris ingår i släktet Baeus och familjen Scelionidae. Inga underarter finns listade.